# Dødssignalet
Dødssignalet er en amerikansk stumfilm fra 1921 af Lambert Hillyer.

## Medvirkende
- William S. Hart som Robert Evans
- Frank Brownlee som Henry Chapple
- Myrtle Stedman som Mrs. Chapple
- Georgie Stone som Georgie
- Will Jim Hatton som Danny Evans
- Richard Headrick som Baby Chapple